# 마사 (음식)

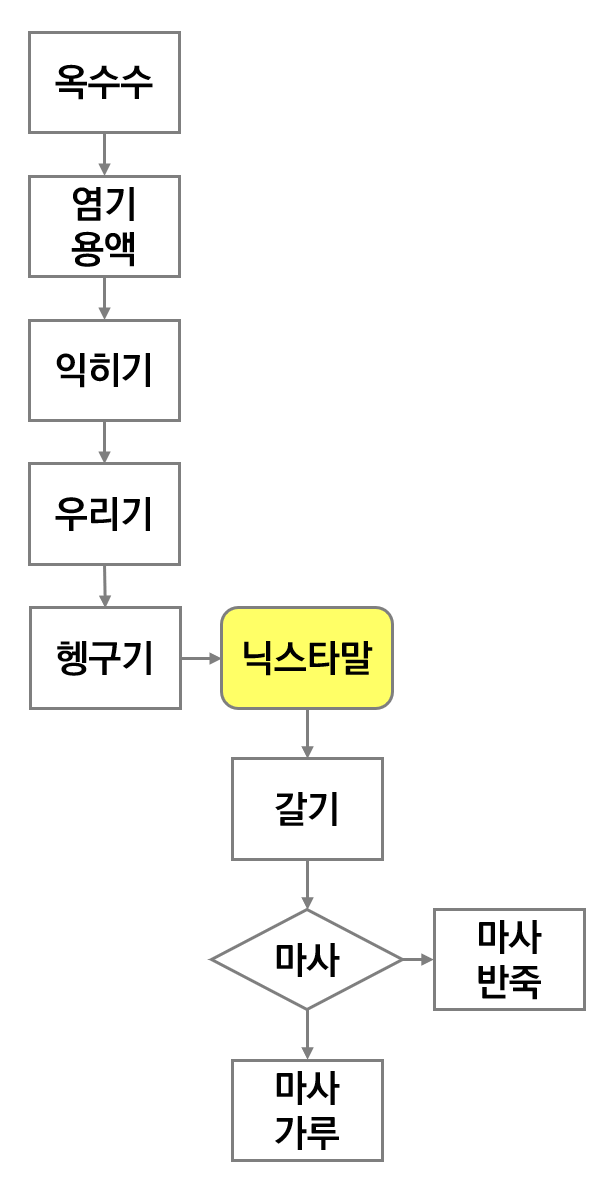
닉스타말화 과정 순서도

마사(스페인어: masa)는 닉스타말화 과정을 거친 옥수수 알갱이인 닉스타말을 껍질을 제거하고 간 것이다. 그대로 반죽해 마사반죽으로 사용할 수도 있고, 말려서 가루마사로 쓰기도 한다.

## 이름
스페인어 "마사(masa)"는 "반죽"이라는 뜻이다. 멕시코, 과테말라 등 메소아메리카 음식에서 옥수수 "마사"는 닉스타말을 곱게 갈거나 시판용 가루 마사를 물과 약간의 소금을 넣고 반죽한 것을 뜻한다. "마사 아리나(masa harina)" 또는 "마사 데 아리나(masa de harina)"라 부르기도 하는데, 스페인어 "아리나(harina)"는 "가루"를 뜻한다.

## 쓰임새
토르티야, 타말, 푸푸사 등을 만들 때 쓰인다.

## 사진 갤러리

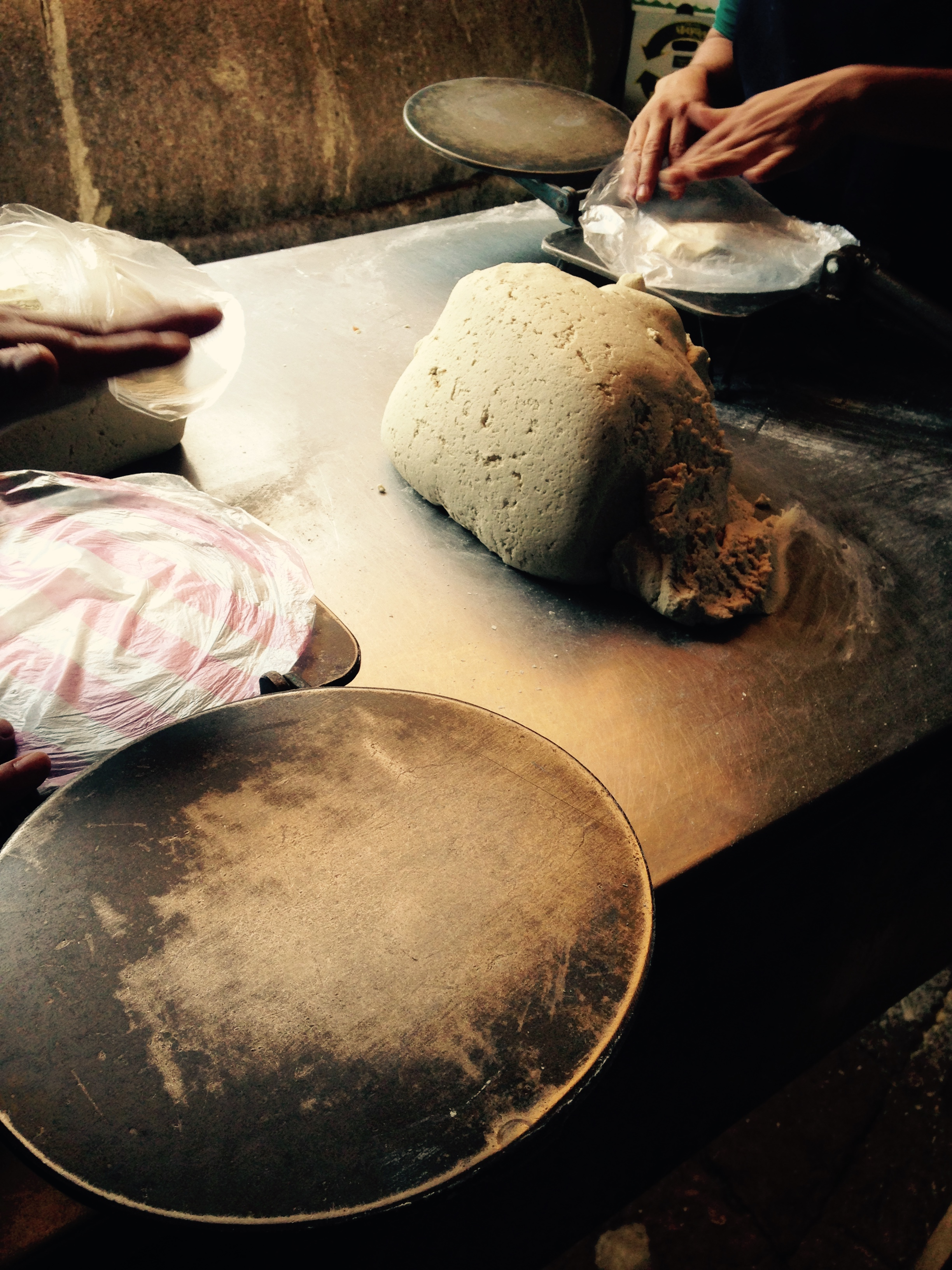
마사반죽

## 같이 보기
- 옥수숫가루
- 옥수수 녹말